# Дві посмішки
«Дві посмішки» (рос. «Две улыбки») — радянський комедійний чорно-білий кіноальманах з двох новел 1969 року, знятий режисером Яківом Сегелєм на Кіностудії ім. М. Горького.

## Сюжет
Кіноальманах складається з двох новел «Викрутаси» та «Бабуся і цирк».

### «Викрутаси»
Дія відбувається у лютому 1945 року у Будапешті. У підвалі одного з будинків командир взводу Капустін — колишній цирковий артист — зустрічається з актором-угорцем, який не розмовляє російською. Але вони швидко знаходять спільну мову. У новелі грає клоун Карандаш.

### «Бабуся і цирк»
Історія бабусі, яка не любила цирк, але пішла туди заради онука.

## У ролях
- Михайло Рум'янцев — головна роль («Викрутаси»)
- В'ячеслав Троян — головна роль («Викрутаси»)
- Мансур Ширвані — головна роль («Викрутаси»)
- Зоя Василькова — мати Капустіна («Викрутаси»)
- Георгій Мілляр — дідусь («Викрутаси»)
- Микола Корноухов — старшина Баландін («Викрутаси»)
- Юрій Чекулаєв — другорядна роль («Викрутаси»)
- Яків Сегель — другорядна роль («Викрутаси»)
- Володимир Носик — Вдовін («Викрутаси»)
- Олександр Граве — літній Капустін («Викрутаси»)
- Марк Перцовський — другорядна роль («Викрутаси»)
- Михайло Калінкин — радянський солдат («Викрутаси»)
- Андрій Миронов — молодий дідусь («Бабуся та цирк»)
- Любов Добржанська — бабуся («Бабуся та цирк»)
- Ліліана Альошникова — бабуся в молодості («Бабуся та цирк»)
- Андрій Гусєв — другорядна роль («Бабуся та цирк»)
- Георгій Тусузов — старий циркач («Бабуся та цирк»)
- Галина Булкіна — епізод
- Ірина Волкова — епізод
- Володимир Наумцев — епізод
- Юрій Наумцев — епізод
- Віктор Павловський — епізод
- Леонід Реутов — епізод
- Лідія Федосєєва-Шукшина — епізод
- Семен Сафонов — клоун
- Юрій Архипцев — диригент («Бабуся та цирк»)

## Знімальна група
- Режисер — Яків Сегель
- Сценарист — Яків Сегель
- Оператор — Інна Зараф'ян
- Композитор — Юхим Адлер
- Художники — Євген Галей, Ной Сендеров